# Прокол (фильм, 1981)
«Прокол» (англ. Blow Out) — детективный триллер американского режиссёра Брайана Де Пальмы. В главных ролях заняты Джон Траволта и Нэнси Аллен. Премьера фильма состоялась 24 июля 1981 года.

## Сюжет
Джек — звукорежиссёр на киностудии, снимающей второсортные фильмы ужасов. Поздно вечером, записывая в парке фоновые звуки для очередного фильма, он становится свидетелем падения в реку потерявшего управление автомобиля и спасает из затонувшей машины девушку по имени Салли. Ехавший с ней мужчина погибает.
Джек тщетно пытается убедить полицию, что одновременно со звуком лопнувшей покрышки слышал звук выстрела. Помощник погибшего, оказавшегося известным политическим деятелем и кандидатом в президенты США Джорджа Макрайана, советует Джеку забыть эту историю. Выйдя из больницы, Джек прослушивает сделанную им в тот день запись и отчётливо слышит звук выстрела. 
Еще один свидетель автокатастрофы — фотограф Мэнни, целенаправленно заснявший этот несчастный случай на плёнку, публикует в прессе всю последовательность событий. Джек тайком наведывается в студию Мэнни и находит там фотографии Салли, снятой вместе с известными и богатыми людьми в откровенных позах. Таким образом, шантажируя этих мужчин, они нашли дополнительный заработок.
С помощью оригинальных негативов Мэнни, Джеку удаётся воспроизвести всю аварию, и с этим материалом он обращается в полицию. Но детектив Мэкки не торопится вести расследование по этому направлению. После чего Джек решается опубликовать свой фильм на телевидении и связывается с телеведущим Фрэнком Донахью. Его затее пытается помешать наёмник Берк, который оставляет после себя кровавый след и обставляет все свои убийства преступлениями серийного убийцы.

## В ролях
| Актёр         | Роль               |
| ------------- | ------------------ |
| Джон Траволта | звукорежиссер Джек |
| Нэнси Аллен   | Салли              |
| Джон Литгоу   | Берк               |
| Дэннис Франц  | Мэнни Карп         |
| Питер Бойден  | Сэм                |
| Курт Мэй      | Фрэнк Донахью      |
| Джон Аквино   | детектив Мэкки     |

## Создание и значение фильма
Как следует из самого названия, «Прокол» (Blow Out) — дань уважения режиссёра Брайана де Пальмы любимым им лентам «Фотоувеличение» (Blow Up) и «Разговор» (Conversation). Как и во многих других лентах режиссёра, здесь изобилуют отсылки к творчеству его кумира — Хичкока.
Брайан задействовал в своей очередной картине актёров, с которыми работал уже раннее на съёмочной площадке: Нэнси Аллен, которая на то время была его женой, Джона Литгоу и Дэнниса Франца, а также, стремительно набирающего популярность в то время Джона Траволту.
Летом 1981 года фильм провалился в прокате, несмотря на то, что он очень впечатлил таких авторитетных критиков, как Полин Кейл и Роджер Эберт. Эта коммерческая неудача сигнализировала об окончании эпохи Нового Голливуда.
Со временем «Прокол» стал восприниматься критиками как вершина творчества Де Пальмы. К числу своих любимых фильмов его относит Квентин Тарантино. В 2011 г. лента вышла на DVD в престижной серии Criterion Collection.